# 17192 Логару
17192 Логару (17192 Loharu) — астероїд головного поясу, відкритий 10 грудня 1999 року.
Тіссеранів параметр щодо Юпітера — 3,443.